# Der Rest ist Schweigen
Der Rest ist Schweigen (en alemany la resta és silenci) és una pel·lícula de crim alemanya dirigida per Helmut Käutner el 1959. Es tracta d'una adaptació contemporània del Hamlet de William Shakespeare, de la que el darrer vers dona títol a la pel·lícula. Va formar part de la selecció oficial al 9è Festival Internacional de Cinema de Berlín i també al Festival Internacional de Cinema de Sant Sebastià 1959.

## Argument
El 1959, a la conca del Ruhr. John H. Claudius és l'hereu de la siderúrgia Claudius i ha viscut durant molts anys als Estats Units. Durant els darrers dies de la guerra, el seu pare va morir durant un bombardeig. Tot i això, John dubta de la història de la mort, i creu que el seu pare va ser assassinat. Al seu retorn al Ruhr, la seva mare Gertrud està casada amb el seu oncle Paul. La relació entre John i el seu padrastre es caracteritza per una desconfiança mútua. Quan els amics de John, Mike R. Krantz i Stanley Goulden, venen a la ciutat amb la seva companyia de ballets, vol utilitzar la seva ajuda per demostrar que l'oncle Paul és l'assassí del seu pare. Interpreten un ballet en el qual escenifiquen l'assassinat del pare de John. Però John no té proves de lhassassinat i és declarat foll per Paul i Gertrud. Von Pohl publica un informe corresponent en què John haurà de ser tancat a una institució psiquiàtrica. Però John entén què hi ha darrere de la intriga.

## Repartiment
- Hardy Krüger - John H. Claudius
- Peter van Eyck - Paul Claudius
- Ingrid Andree - Fee von Pohl
- Adelheid Seeck - Gertrud Claudius
- Rudolf Forster - Dr. von Pohl
- Boy Gobert - Mike R. Krantz
- Rainer Penkert - Major Horace
- Heinz Drache - Herbert von Pohl
- Charles Régnier - Inspector Fortner
- Siegfried Schürenberg - Johannes Claudius
- Richard Allan - Stanley Goulden
- Josef Sieber - Werks-Pförtner
- Robert Meyn - Dr. Voltman
- Erwin Linder - Director
- Werner Schumacher - Werks-Fahrer